# 캐롤 브루스터
캐롤 브루스터(Carol Brewster, 1927년 2월 25일 ~ )는 미국의 배우, 영화배우이다.
로스앤젤레스에서 태어났다.

## 영화
- 헬스 블러디 데블스 (1970년)
- 로즈메리의 아기 (1968년)
- 어바웃 미스터 레슬리 (1954년)
- 벨 오브 뉴욕 (1952년)
- 브로드웨이로 가는 두 장의 티켓 (1951년)
- 레츠 댄스 (1950년)
- 이츠 어 그레이트 필링 (1949년)
- 바클레이스 오브 브로드웨이 (1949년)
- 리틀 미스 브로드웨이 (1938년)